# اوبرهاوزن ان در ناه
اوبرهاوزن ان در ناه (به آلمانی: Oberhausen an der Nahe) یک شهر در آلمان است که در باد کرویتسناخ واقع شده‌است.